# Карабулакский сельский округ (Актогайский район)
Карабулакский сельский округ (каз. Қарабұлақ ауылдық округі) — административная единица в составе Актогайский район Карагандинской области Казахстана. Административный центр — село Нарманбет .
Населения — 942 человека (2009; 1275 в 1999, 1803 в 1989).
По состоянию на 1989 год существовал Карабулакский сельский совет (сёла Дуанши, Жанаарталик, Карасу) ликвидированного Приозёрного района.

## Состав
В состав округа входят такие населенные пункты:
| Населенный пункт | население, человек (1989) | население, человек (1999) | население, человек (2009) |
| ---------------- | ------------------------- | ------------------------- | ------------------------- |
| Дуаншы, село     | 246                       | 64                        | 52                        |
| Карасу, село     | 363                       | 347                       | 227                       |
| Нарманбет, аул   | 1194                      | 864                       | 663                       |